# Koča strica Toma
Koča strica Toma (angleško Uncle Tom's Cabin), s celotnim naslovom Koča strica Toma ali življenje med nizkimi (Uncle Tom's Cabin; or, Life Among the Lowly), je protisuženjski roman, ki ga je napisala ameriška pisateljica Harriet Beecher-Stowe. Delo je nastajalo zelo počasi. V grobem je bilo končano leta 1850.
Pisateljica je snov za roman povzela po dogodku, ki se ji je pripetil leta 1839. Tedaj se je namreč v njen dom zatekla pobegla sužnja. Harriet ji je pomagala rešiti se pred preganjalci. Zgodba se je opirala tudi na zapise Josiaha Hensona, sužnja, ki mu je uspelo pobegniti na svobodo.
Zgodba je v nadaljevanjih začela izhajati junija 1851 v abolicionistični reviji New Era in pri bralcih postala zelo priljubljena. Število naročnikov revije se je hitro podvojilo, na jugu Združenih držav pa je naraščalo nezadovoljstvo z vsebino romana. V knjižni obliki jo je leta 1852 v Bostonu izdal založnik John Jewett. Tudi knjiga v 31 poglavjih je bila deležna mešanega odziva. Na severu države je bilo delo sprejeto z odobravanjem in navdušenjem, na jugu pa so pisateljici očitali nepoznavanje razmer in sramotenje države.
Prevodi romana so izšli v številnih jezikih. V slovenščino sta ga že leta 1853 prevedla literat Franc Malavašič (Stric Tomova koča ali življenje zamorcov v robnih državah severne Amerike, Ljubljana) in duhovnik Janez Božič (Stric Tomaž ali življenje zamorcov v Ameriki, Celovec), s čimer se je začel odtlej nepretrgani dialog med ameriškimi avtorji in slovenskimi prevajalci ter bralci. Še enkrat ga je leta 1934 in v skrajšani obliki leta 1953 prevedla Olga Grahor.

## Osebe
- Haley, prekupčevalec s sužnji
- gospod Shelby, lastnik sužnjev
- gospa Shelby, njegova žena
- George Shelby, njun sin
- Tom, najboljši suženj gospoda Shelbyja
- George Harris, mulat, suženj na bližnjem posestvu
- Eliza, sužnja, Georgova žena
- Avgustine St. Claire, sin bogatega plantažnika
- Ofelija, njegova sestrična
- Legree, lastnik bombažne plantaže ...